# 동브로바군

마워폴스카주 지도에 표시된 동브로바군의 위치

동브로바군(폴란드어: powiat dąbrowski)은 폴란드 마워폴스카주에 위치한 군으로 군청 소재지는 동브로바타르노프스카이며 면적은 530.0km2, 인구는 59,227명(2019년 기준)이다.
북쪽으로는 시비엥토크시스키에주 부스코군, 스타슈프군, 동쪽으로는 포트카르파츠키에주 미엘레츠군, 뎅비차군, 남쪽으로는 타르누프군, 서쪽으로는 시비엥토크시스키에주 카지미에자군과 접한다. 7개 지방 자치체(2개 도시형 농촌, 5개 농촌)를 관할한다.

군기
군 문장